# وهيستلي غرين (باركشير)
وهيستلي غرين (بالإنجليزية: Whistley Green)‏ هي قرية تقع في المملكة المتحدة في جنوب شرق إنجلترا.